# Simurobi Gele'alo
Simurobi Gele'alo je jedna od 31 worede u regiji Afar Etiopije. Predstavlja dio Upravne zone 5. Simurobi Gele'alo se nalazi duž osnove istočne strmine Etiopske visoravni, a na zapadu graniči s regijom Amhara, na sjeveru s Fursijem, na istoku i jugu s Upravnom zonom 3; rijeka Avaš tvori istočnu granicu ove worede s Upravnom zonom 3. Nedostaju informacije o gradovima u ovoj woredi.
Prema brojkama objavljenim od strane Središnje statističke agencije u 2005. godini, ova woreda je imala ukupno 61.401 stanovnika, od čega 27.938 muškaraca i 33.463 žena. Ne postoje informacije o površini Simurobi Gele'aloa, pa se ne može izračunati gustoća stanovnika.